# Polymesoda artacta
El guacuco de marjal esbelto o simplemente guacuco  en Venezuela (Polymesoda arctata) es una especie de almeja de la familia Corbiculidae, que se encuentra en la parte sur del Caribe, desde Belice, hasta Colombia, el golfo de Venezuela y el lago de Maracaibo.

## Hábitat
Vive enterrada en el fango en zonas pantanosas de aguas salobres en estuarios y lagunas costeras.

## Descripción
Alcanza 40 mm. Color blanco crema, frecuentemente con tintes purpúreos o grisáceos, periostraco marrón claro u oscuro; interior blancuzco a púrpura oscuro, generalmente con franjas radiales más oscuras en ambos extremos.
Concha redondeada en la parte anterior y angulosa en la posterior, con tres dientes cardinales y dos laterales en cada valva. En los fondos arenosos presentan valvas más convexas y dientes de charnela más desarrollados que en los fondos lodosos. La superficie externa tiene cordones concéntricos definidos.

## Aprovechamiento
Es aprovechada para la alimentación humana. Es colectada a mano y con rastras y es una de las especies de moluscos de gran importancia comercial.
Cabe destacar que es muy apreciado en la gastronomía del oriente venezolano, principalmente en la isla de Margarita.